# Bergpåfågelfasan
Bergpåfågelfasan (Polyplectron inopinatum) är en hotad hönsfågel i familjen fasanfåglar.

## Utseende och läten
Denna art är en mörk påfågelfasan med svartaktig ovansida. Den skiljer sig från malackapåfågelfasanen genom de mycket mindre, mörkblå fläckarna på ovansidan, tydlig kastanjebrun anstrykning på bakre delarna av ovansidan, mörkare stjärt utan tydliga vita ringar kring de mörkgröna fläckarna, svartaktig undersida och mörkgrått på huvud och hals med vitaktiga fläckar. Honan har mindre fläckar och kortare, inte lika kilformad stjärt som nästan helt saknar fläckar. Hanen mäter 65 cm i kroppslängd, honan 46 cm. Hanens revirläte beskrivs som ett till fyra rätt högljudda och hårda kluckande ljud.

## Utbredning och systematik
Bergpåfågelfasanen förekommer i bergsskogar på Malackahalvön. Den behandlas som monotypisk, det vill säga att den inte delas in i några underarter. Enligt genetiska studier utgör den en systerart till sumatrapåfågelfasanen (Polyplectron chalcurum).

## Status
Hos denna art är både populationen och utbredningen liten och fragmenterad. Den tros också minska i antal till följd av habitatförlust (framför allt på grund av vägbyggen) och viss lokal jakt. Internationella naturvårdsunionen IUCN kategoriserar arten som nära hotad. Världspopulationen uppskattas till under 10 000 vuxna individer.